# Nancy Fogarty
Nancy Fogarty (* 17. Mai 1934) ist eine ehemalige australische Sprinterin.
Bei den British Empire and Commonwealth Games 1954 in Vancouver schied sie über 100 Yards und 220 Yards im Vorlauf aus und siegte mit der australischen 4-mal-110-Meter-Stafette.